# Onlafbald y Scula
Onlafbald o también Onlaf el Rotundo (nombre propio en nórdico antiguo: Bǫllr) y Scula (nórdico antiguo: Skúli) fueron dos caudillos vikingos de principios del siglo X que tuvieron cierto éxito durante sus expediciones en la conquista del norte de Inglaterra. 
Después de la batalla de Corbridge hacia 918, el victorioso rey hiberno-nórdico, Ragnall ua Ímair, ocupó las tierras entre el río Tyne y el río Tees que anteriormente habían pertenecido a un noble inglés llamado Ælfed, hijo de Brihtulf, cedido por Cutheard de Lindisfarne, Obispo de Lindisfarne tras escapar de las devastaciones vikingas en el oeste y reasentarse en la costa oriental. Ragnall partió las nuevas posesiones entre dos de sus lugartenientes, Scula y Onlafbald. Scula recibió una gran extensión de tierras desde Castle Eden a Billingham; y Onlafbald recibió trato parecido, desde el resto de Eden hasta el río Wear; eran tierras costeras, pero se ha sugerido que probablemente recibiesen tierras en el interior.
La leyenda cita a Onlafbald como profanador y blasfemo contra el santo inglés Cuthbert de Lindisfarne (m. 687); pero milagrosamente el espíritu del santo torturó al caudillo pagano sin descanso, hasta que reconociese el poder del dios cristiano. En algunas citas se menciona que invocó los poderes de sus dioses, Thor y Odín.
La villa de School Aycliffe en el Condado de Durham, deriva del nombre del vikingo Skúli.